# A9
L'A9 E-15 és el tram de l'autopista E-15 que discorre pel Llenguadoc i la Catalunya Nord, al sud de l'Estat Francès, i enllaça amb l'AP-7 catalana. Neix a Aurenja i recorre la costa mediterrània fins a Salses amb el sobrenom de la llanguedoccienne (la llenguadociana). De Salses al Pertús, rep el nom de "la catalana".

## Recorregut
Llenguadoc
- Aurenja
- Nimes
- Montpeller
- Beziers
- Narbona

Catalunya del Nord
- Perpinyà
- Frontera Francesa

## Explotació
L'autopista A-9 és de peatge. L'empresa explotadora és Autoroutes du Sud de la France (ASF). El cost de recórrer la totalitat de la via, que correspon a la regió Llenguadoc-Rosselló, amb cotxe era 19,20 euros el 23 novembre 2005.

## Sortides de l'A-9
| Nombre de Sortida | Nom de Sortida                                                          | Quilòmetre |
| ----------------- | ----------------------------------------------------------------------- | ---------- |
| 21                | Aurenja - A-7 E-80 a Valença i Ais de Provença-Marsella                 |            |
| 22                | Avinyó oest                                                             |            |
| 23                | RN 86 N100 Avinyó sud-oest                                              |            |
| 24                | RN 86 Nimes nord                                                        |            |
| 25                | Nimes sud - A54 E-80 a Ais de Provença-Marsella                         |            |
| 26                | D979 Aigües Mortes                                                      |            |
| 27                | Lunel                                                                   |            |
| 28                | RN 113 Montpeller nord                                                  |            |
| 29                | D62 Montpeller est - Aeroport                                           |            |
| 30                | Montpeller sud                                                          |            |
| 31                | RN 109 Montpeller oest                                                  |            |
| 32                | suprimit                                                                |            |
| 33                | RN 113 Seta                                                             |            |
| 34                | Cap d'Agde                                                              |            |
| 35                | Beziers nord - A-75 E-11 a Clarmont d'Alvèrnia                          |            |
| 36                | Beziers sud                                                             |            |
| 37                | Narbona nord                                                            |            |
| 38                | Narbona sud - A-61 E-80 a Carcassona-Tolosa                             |            |
| 39                | RN 9 Costa                                                              |            |
| 40                | RN 9 Costa                                                              |            |
| 41                | RN 9 Salses - Sant Llorenç de la Salanca - la Fenolleda - Perpinyà nord |            |
| 42                | Perpinyà sud - RN 116 Vall de Tet - Andorra                             |            |
| 43                | El Voló - D 115 Vall de Tec - D 618 Costa Vermella                      |            |
| 44                | Duana-el Pertús                                                         |            |

## Desdoblament de l'autopista A9 a Montpellier
Els dies 30 i 31 de maig de 2017 es va inaugurar un nou tram de l'autopista A9, construït per l'empresa VINCI Autopistes.
El nou traçat de l'autopista A9, pel qual diàriament transiten una mitjana de 100.000 vehicles, millora la fluïdesa i la seguretat de la circulació a la regió de Montpeller.